# Liga Națională de Fotbal Feminin din Albania
Liga Națională de Fotbal Feminin din Albania (în albaneză Kampionati Kombëtar i Futbollit për Femra) este primul eșalon din sistemul competițional fotbalistic din Albania. Este echivalentul la masculin a Kategoria Superiore și este alcătuită din 12 echipe. Campionatul național de fotbal feminin din Albania se clasează pe locul 42 din 48 de țari în clasamentul asociațiilor. 

## Istorie
Deși fotbalul este considerat unul dintre cele mai populare sporturi în Albania, fotbalul feminin nu a ieșit în evidență în țară până în anul 2007, când primul turneu național a avut loc la Sarande între 15 și 18 august ca eveniment de promovare pentru fotbalul feminin. Echipele care au participat au fost compuse din amatori dintr-o selecție de jucători din Tirana, Shkodra, Korça și Rubik.  În următorii doi ani s-au desfășurat șase turnee amicale, pentru a spori profilul sportului și pentru a primi sprijinul Asociației de Fotbal din Albania pentru a da startul unei competiții oficiale. 
La doi ani după primul turneu neoficial din Albania, primul turneu oficial a avut loc sub forma unui turneu eliminatoriu jucat între 23 și 28 ianuarie 2009 pe stadionul Selman Stërmasi din Tirana și la Centrul sportiv al Asociației Fotbalului Albanez din Kamza. La turneu au participat opt echipe: Tirana AS, FC Tropoja, Juban Danja, Olimpik Tirana, Tirana, KF Rubiku, KF Memaliaj și KF Door Shkodra. Sferturile de finală s-au desfășurat pe 23 ianuarie, iar semifinalele au avut loc pe 28 ianuarie, urmând ca finala să aibă loc trei zile mai târziu, pe 28 ianuarie pe stadionul Selman Stërmasi. Finala s-a disputat între Tirana AS, antrenată de Altin Rraklli și Juban Danja, și s-a terminat cu scorul de 4-0 pentru Tirana AS, golurile fiind marcate de Aurora Seranaj, Ana Baro și două goluri reușite de Brisida Zaimaj. 

## Format
Formatul campionatului este cu 10 echipe ce joacă fiecare cu fiecare, în total 18 etape.  Campionatul începe în luna noiembrie și se termină în luna mai. Victoria reprezintă 3 puncte, egalul - 1 punct, și înfrângerea - 0 puncte. Campioana se califică automat în UEFA Champions League (feminin).

## Cluburi 2018-19
| Club                 | Locație  |
| -------------------- | -------- |
| Albanian Ajax School | Shkodër  |
| Apolonia Fier        | Fier     |
| Dajti                | Tirana   |
| Juban Danja          | Shkodër  |
| Kinostudio           | Tirana   |
| Pogradeci            | Pogradec |
| Teuta Durrës         | Durrës   |
| Tirana AS            | Tirana   |
| Skënderbeu Korçë     | Korçë    |
| Vllaznia Shkodër     | Shkodër  |

## Câștigătoare anterioare
| Sezon   | Câștigător            | Locul 2       |
| ------- | --------------------- | ------------- |
| 2009    | Tirana AS             | Juban Danja   |
| 2010–11 | KF Ada Velipojë       | -             |
| 2011–12 | KF Ada Velipojë       | Tirana AS     |
| 2012–13 | KF Ada Velipojë       | Juban Danja   |
| 2013–14 | KF Vllaznia Shkodër * | FC Kinostudio |
| 2014–15 | KF Vllaznia Shkodër   | FK Kukësi     |
| 2015–16 | KF Vllaznia Shkodër   | Tirana AS     |
| 2016–17 | KF Vllaznia Shkodër   | Apolonia Fier |
| 2017–18 | KF Vllaznia Shkodër   | Tirana AS     |

- La finalul lui 2013, KF Ada Velipojë s-a reorganizat, unindu-se cu jucătoare de la Shkodër și jucând din acest moment sub numele de KF Vllaznia. Întrucât Velipojë și Shkodër sunt două orașe diferite, KS Ada a păstrat cele 3 titluri câștigate anterior.

## Vezi și
- Kategoria Superiore